# 法倫斯泰申 (內華達州)
法倫斯泰申（英語：Fallon Station）是位於美國內華達州邱吉爾縣的普查規定居民點。

## 人口
根據2020年美國人口普查的數據，法倫斯泰申的面積為7.36平方千米，皆為陸地。當地共有人口281人，而人口密度為每平方千米38.18人。